# 杰多维奇
杰多维奇（羅馬化：Dedovichi）是俄罗斯普斯科夫州的市级镇、杰多维奇区行政中心及规模最大聚居地，也是该区唯一一座市级镇。地处普斯科夫州东部，位于伊尔门湖流域舍隆河畔，州府普斯科夫东南方。镇内设有同名铁路车站，位于德诺－新索科利尼基线上。
该地2022年人口有6,798人；2010年人口8,798；2002年人口9,881；1989年人口8,240。